# Ala-Safat

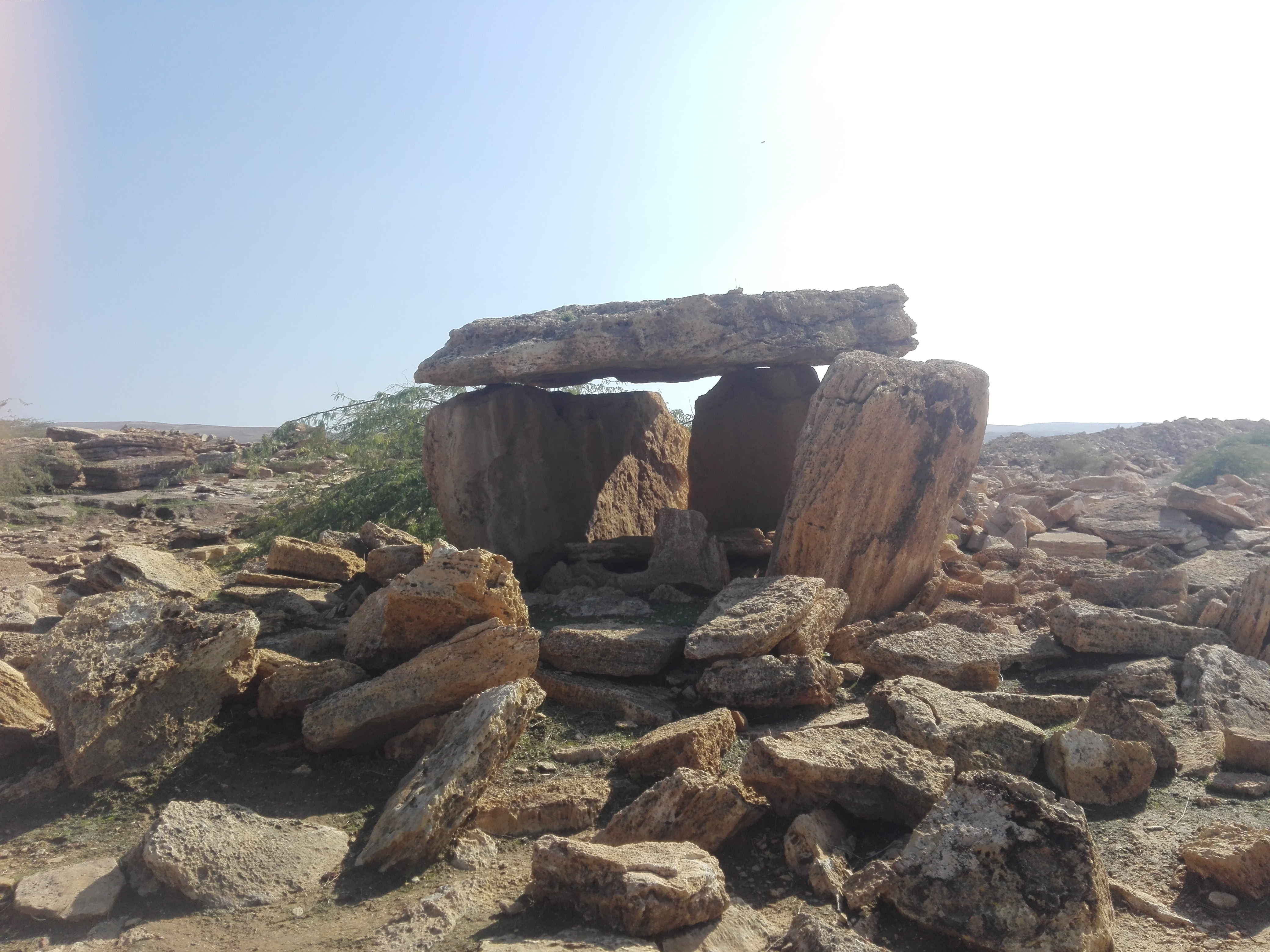
Dolmen von Damiyah

Ala-Safat (auch Al-Damiyah oder Damiyah) ist ein Dolmenfeld, gelegen in Tell Damiyah (auch Tall Damiyah) südlich von Deir Alla (dem Ort der „Deir-Alla-Inschrift“) in Jordanien nahe der Grenze zu Israel.
Ala-Safat ist mit etwa 60 Dolmen eine der größten und bekanntesten Dolmennekropolen in Jordanien, verbreitet über mehrere Kilometer entlang der Vorgebirge östlich des Jordans an der Salzstraße. Das von einem Steinbruch gefährdete Dolmenfeld umfasst außer den Dolmen mit quadratischem Seelenloch auch Steinkreise und Felsgräber. Verschlussplatten mit einem Loch werden auch in Felsengräbern in der Nähe der Dolmen gefunden.
Es gibt eine weitere Gruppe von 8 Dolmen, etwas nördlicher an den Hängen des Zerka-Flusses. Der Großteil der Dolmen wurde auf einer erhöhten runden Terrasse errichtet. Nördlich in Syrien liegen die Megalithanlagen auf dem Golan.
Ausgrabungen vermitteln den Eindruck, dass der Bau der Megalithanlagen auf eine Kultur vom Rande der arabischen Halbinsel zurückgeht, die vom 3. bis zum Beginn des 2. Jahrtausends vor allem in den Berggebieten Jordaniens Dolmen hinterließ.
Perrot und Chipiez stellen fest, dass einige der Denkmäler in Moab in der Art den Gigantengräbern Sardiniens ähneln. Andere sind einfache Dolmen. In Ala-Safat wird der Boden eines Dolmens von einer einzigen flachen Steinplatte gebildet. Die große Deckplatte ruht auf zwei langen Blöcken.